# Норзерн Дайнамо (футбольний клуб)

Логотип клубу до 2013 року

Футбольний клуб Норзерн Дайнамо або просто «Норзерн Дайнамо» (англ. Northern Dynamo Football Club) — сейшельський футбольний клуб з міста Глесік на острові Мае.

## Історія
Футбольний клуб Норзерн Дайнамо був заснований в 1980 році в місті Глесік на острові Мае. У сезонах 2002—2004, 2006—2007, 2009—2010 років, а також починаючи з сезону 2012 року і до теперішнього часу клуб виступає у Першому дивізіоні чемпіонату Сейшельських островів. Найкращим результатом у вищому дивізіоні було 4-те місце, яке команда посіла за підсумками сезону 2013 року. У національному кубку найкращим результатом клубу став вихід до фіналу, в якому Норзерн Дайнамо поступилися Лайт Старз у серії післяматчевих пенальті з рахунком 2:4.

## Досягнення
- Перший дивізіон
  - 4-те місце (1): 2013
- Кубок Сейшельських Островів
  -  Фіналіст (1): 2015